# SUPER STAR QR
SUPER STAR QR（スーパースター キュウアール）は、文化放送で2002年4月1日から2003年7月3日まで月曜から木曜22:00 - 24:00(JST)に放送されていたラジオ番組である。
2002年3月まで放送された『古本新之輔 ちゃぱらすかWOO!』の後続番組にあたる。

## パーソナリティ
- 月曜：吉沢悠、ふかわりょう
- 火曜：山口智充（DonDokoDon）、大森玲子→MEGUMI（2002年10月 - ）、月森（wyse、第3・4・5週目のみ）、HIRO（wyse、第3・4・5週目のみ）
- 水曜：市井紗耶香、キングコング、インパルス（2003年4月〜）
- 木曜：横山裕、村上信五（当時関西ジャニーズJr.、『レコメン!』木曜も引き続き担当）

※他に不定期でニブンノゴ!が出演していた。

## 箱番組
- KinKi Kids どんなもんヤ!（月 - 木 22:15 - 22:25）
- STOP THE SMAP（月 - 木 23:20 - 23:30）
- BOYSTYLEのレディオスタイル（月 - 木 23:35 - 23:40）
- 国分太一 TOKIO ザ・ライド（木 22:25 - 22:40）

| 文化放送 月-木曜夜ワイド    | 文化放送 月-木曜夜ワイド | 文化放送 月-木曜夜ワイド |
| 前番組                      | 番組名                   | 次番組                   |
| --------------------------- | ------------------------ | ------------------------ |
| 古本新之輔 ちゃぱらすかWOO! | SUPER STAR QR            | レコメン!                |